# コブラ台風
コブラ台風（コブラたいふう、Typhoon Cobra）とは、第二次世界大戦中の1944年12月にアメリカの太平洋艦隊を襲った熱帯低気圧にアメリカ海軍がつけた名称である。「1944年の台風」、「ハルゼー台風」とも呼ばれる。
戦時中でレーダーなどによる気象観測網が発達する前であるため、規模など詳細は現在も不明な点が多いが、アメリカ海軍によるレーダー（この時のレーダー観測はアメリカの気象観測史上二番目のものであった）、気圧、風速などの観測記録が残された。一方、制海権を失っていたこともあり日本では観測されていない。
この事件を契機としてアメリカ海軍は太平洋地域に観測所を設置、これが後に合同台風警報センターへと発展した。

## 戦争との関わり
1944年12月17日、ルソン島東方480kmのフィリピン海で作戦行動中だったウィリアム・ハルゼー大将指揮の第38任務部隊が、この台風の進路予測を誤って暴風圏内を航行した。17日夜から18日にかけて駆逐艦「スペンス」、「ハル」、「モナハン」が沈み、他にも9隻が深刻な被害を受け、146機の航空機が失われた。捜索活動により93名が救助されたが、最終的に790名の将兵が死亡または行方不明となった。

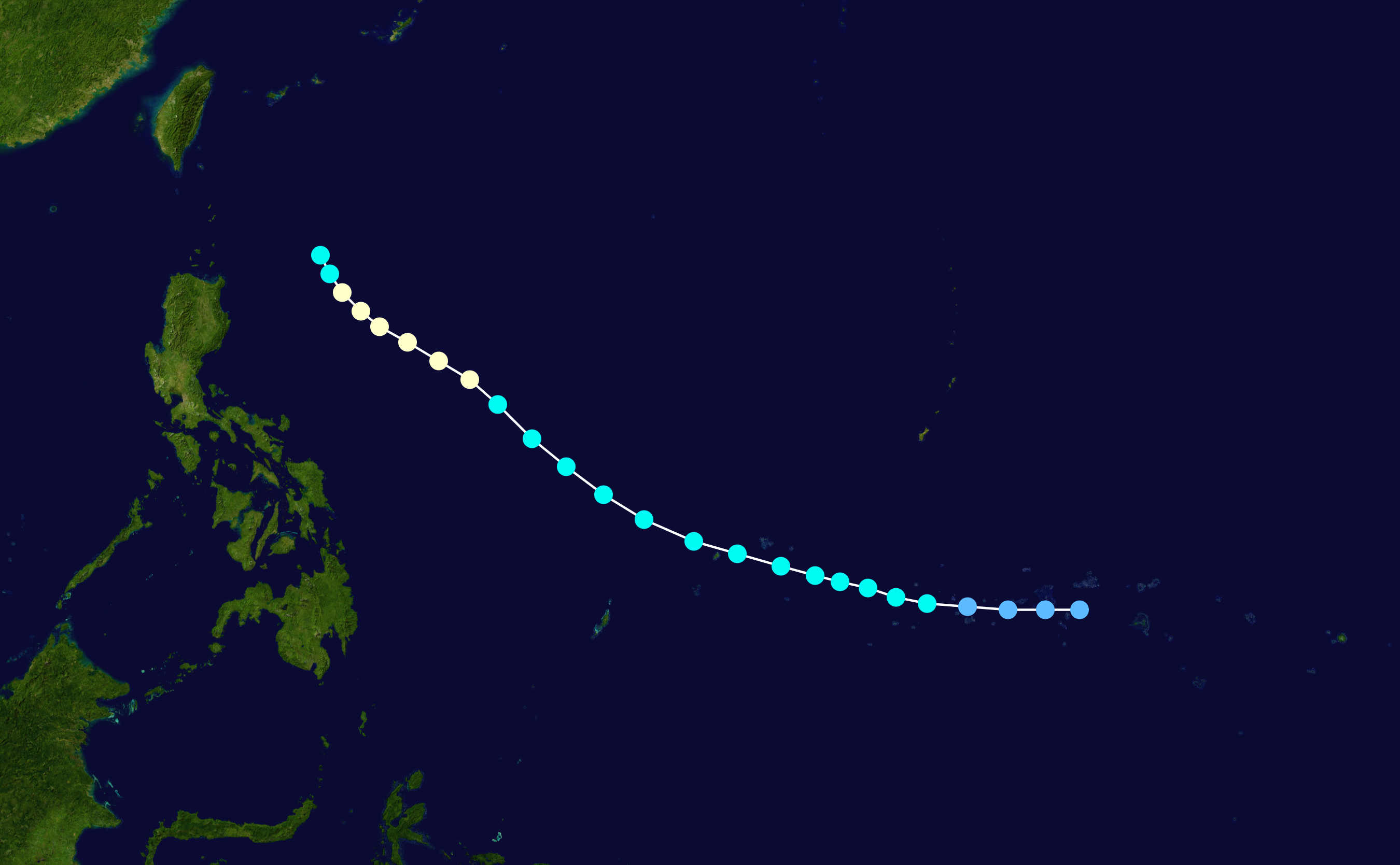
コブラ台風の経路

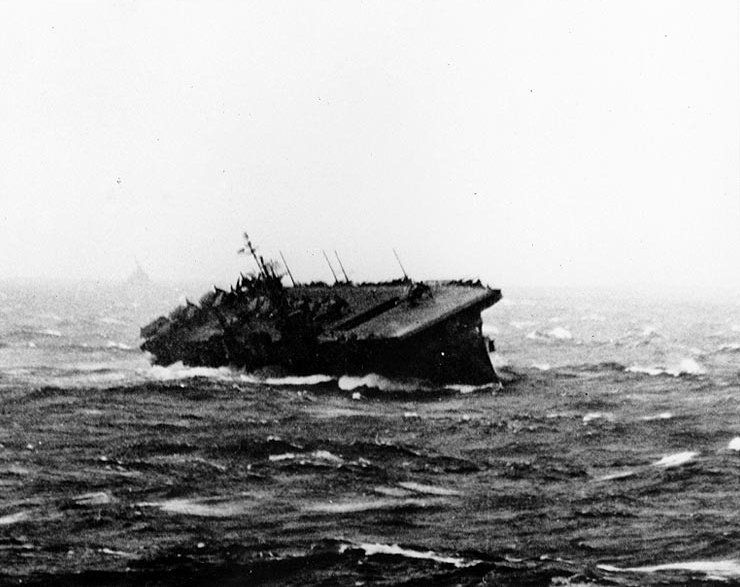
コブラ台風による大波に翻弄される空母「ラングレー」（12月18日）

## 損害
主な被害は以下の通りである。
- 沈没
  - 駆逐艦スペンス、ハル、モナハン

- 損傷 
  - 軽空母モントレー、カウペンス、サン・ジャシント
  - 護衛空母ケープ・エスペランス、アルタマハ
  - 軽巡洋艦マイアミ
  - 駆逐艦デューイ、エールウィン、ヒコックス

（以上はニミッツ大将の1945年2月13日付文書で触れられているもの）
- その他軽微な損傷（他にも該当する艦が存在する可能性がある）
  - 戦艦アイオワ、
  - 空母エセックス、タイコンデロガ
  - 軽空母ラングレー、カボット
  - 護衛空母ネヘンタ・ベイ、クェゼリン
  - 重巡洋艦ボルチモア
  - 駆逐艦ブキャナン（英語版）、ダイソン、マドックス、ベンハム（英語版）
  - 護衛駆逐艦メルヴィン・R・ナウマン（英語版）、タバーラー（英語版）、ウォーターマン（英語版）
  - 補給艦ナンタハラ（英語版）、弾薬艦ジカリーリャ、シャスタ（英語版）

- 喪失または修理不能
  - 空母艦載機127機、戦艦・巡洋艦の水偵19機

## 台風の中の艦隊
コブラ台風発生時、米艦隊は12月15日に行われたミンドロ島上陸作戦の掩護のため14日～16日にかけてルソン島空襲を行ったばかりだった。19日に予定されていた次のルソン島攻撃のため、17日・18日にはフィリピン東方沖に一時後退し、消耗した弾薬や燃料を補給する予定だった。しかし17日昼頃から天候が悪化し、小型艦への給油に困難を伴う状況になっていた。戦艦「ニュージャージー」に座乗するハルゼー大将以下第38任務部隊司令部もこの天候悪化を認識し、気象情報の収集を行った。この時期としては普通の熱帯低気圧であり、さらに17日中に北へ進路を変えて艦隊から離れるだろうとの予報が有力だった。
ところが実際には彼らが遭遇したのは強い台風で、艦隊は17・18日にかけて台風と並走するように目の近くの暴風圏内を航行していたと考えられる。
一方で艦隊の小型艦、特に空母を護衛する駆逐艦は、空母の艦載機発艦の際の高速航行に随伴するため燃料消費が激しく、最も燃料を消耗した「スペンス」は17日昼の時点で残量15%になっていた。大型艦からの燃料補給を急がなければならなかったが、12時頃から波浪による給油蛇管の切断が相次ぎ、13時10分、ハルゼーは給油を中止し残りは翌朝6時以降に行うと決定した。しかし18日になっても天候は回復せず、結果多くの艦が燃料不足のタンクによって重心が上がった不安定な状態で、台風中心部の波浪に揉まれることになった。
18日午前7時、艦隊は給油準備のために針路変更を命じられた。しかし海況はそれを許すものではなく、むしろ9時頃から空母「モントレー」、「サン・ジャシント」、「アルタマハ」、「ケープ・エスペランス」で相次いで飛行甲板に繋止中、または格納庫内の飛行機が固縛を脱して衝突破損し始めた。すぐに漏れたガソリンに引火して火災が発生し、これらの艦は消火活動と燃える飛行機の艦外投棄に追われた。「ケープ・エスペランス」は飛行甲板に繋止していた39機のうち32機までを失った。13時58分、戦艦「ニュージャージー」の水上捜索レーダーは真北35マイルの地点に台風の目を捉えた（右上の写真）。この直前、ハルゼーは太平洋艦隊司令長官、南西太平洋軍司令官、第三艦隊に対し台風の存在を認識した第一報を送っている。
「1300現在の位置北緯14度10分、東経127度48分。風と波の方向が一致しない激浪の海面に千切れ雲が低くたれこめ、激しい雨に風速70ノットの西北西の風が吹き、気圧は991ミリバール。勢力を増しつつある900ミリバール以下の台風（その中心は北緯14度54分、東経128度0分）が西に12ノットの速力で移動中」
この間、空母に随伴する駆逐艦は激浪に揉まれつつ耐えていた。しかし艦同士の通信も困難になり、さらに操舵不能、機関停止、電源喪失に陥る艦も出ていた。「デューイ」では第一煙突が倒れ、あまりの傾斜に艦橋側面の窓が海面に触れそうになった。それでも午後遅くになるとようやく波浪と風雨は落ち着いて来て、各艦は被害復旧に取り掛かれるまでになった。22時頃、護衛駆逐艦「タッベラー」の乗員が波間で助けを求める水兵を発見した。この日は午前7時頃からあちこちの艦で乗員が波にさらわれていたので、そういった中の幸運な一人だろうと思って拾い上げられた水兵は、自分が駆逐艦「ハル」の乗員であること、艦は沈み自分が発見された位置の付近にまだ仲間が数人いることを告げた。そして付近の艦船も相次いで波間で救助を求める声、ホイッスルを聴き、救命胴衣の灯火を目撃した。
「スペンス」は12月18日11時20分頃、「ハル」は12時頃、「モナハン」は12時30分頃、波浪に耐え切れず転覆沈没していた。
翌19日から22日まで、艦隊は生存者の捜索と救助に全力を尽くし、その結果「スペンス」では24名、「ハル」では艦長を含む41名、「モナハン」では6名が生還した。だが天候は21日からまた下り坂になったため、ハルゼーは19日から予定されていたルソン島攻撃の中止を決定。艦隊はウルシー環礁へ後退した。多数の航空機が失われ、沈まなかった艦船も構造物、対空砲、そしてレーダーに多大な被害を受けており、原因究明のための査問と修理が必要だった。
12月24日、ニミッツ大将がウルシーに到着し、26日に駆逐艦母艦「カスケード」にて「1944年12月18日ごろ、悪天候のために米艦『ハル』『モナハン』および『スペンス』の喪失、『モントレー』『カウペンズ』その他第三艦隊の各艦が受けた被害について」調査が行われた。
まず、ハルゼーの艦隊司令部が台風の強さと進路の予測を誤ったのは明らかだが、この時代の観測技術ではそれは不可抗力であると認められた。次に空母各艦の被害についても原因は台風であり、人命の喪失、艦の被害、航空機の喪失または被害については艦長や乗員の責任ではないと認められた。そして駆逐艦3隻の喪失についても同様に艦長や乗員に責任はないと認められた。その代わり査問委員会が問題視したのは沈没した艦の復元力不足だった。
沈没した艦のうち、「ハル」と「モナハン」が属するファラガット級は元々復元力不足が指摘されていた級だった。さらに太平洋戦争開戦以降に対空火器の増加で一層トップヘビーになっていた所に、燃料不足が追い打ちをかけて転覆したと考えられている。事実、辛うじて沈没を免れた同級の「デューイ」と「エイルウィン」は75°かそれを上回る傾斜を記録している。
「スペンス」はフレッチャー級だが、17日午後に最も燃料を消耗していた「マドックス」、「ヒコックス」、「スペンス」に対し、ハルゼーが燃料タンクに海水を入れて重心を下げるよう指示した時、「スペンス」のみこの措置を取ったか確認が取れていない。また、生存者は転覆時に水密扉が閉鎖されていなかったと証言している。予定では18日午前に天候が回復し給油が行われるはずだったので、艦長が速やかに燃料補給できるよう備えていた可能性は査問で指摘されている。タンクに海水を入れ、水密扉を閉鎖した2隻は損傷し70°の傾斜を記録しつつも生き残ったため、この措置の違いは同艦の転覆沈没と関係している可能性がある。
そして年が明けた1945年1月3日、査問会議は上記の事実認定と意見・勧告を発表した。そこでは艦隊が受けた被害の原因として次の事項が列挙された。
1. 安全であるとの誤った感覚で、また手遅れになるまで危険は存在しないという信条の下に、無意識のうちに艦隊を台風の中、またはその針路近くに誘導したこと
2. 不十分なデータに基づく、異常気象に関する勧告
3. 望ましい作戦に関連づけた希望的な推理
4. 低気圧が襲来してから駆逐艦に給油しようとして、台風の前方およびその進路の近くで行動したこと
5. 指揮官と艦長は、台風が情勢を支配するようになるまで、真に危険な気象状況の存在を意識せず、手遅れとなるまで期待される安全に対する準備をしなかったこと

### 日本側との関わり
台風の猛威を友鶴事件、第四艦隊事件で経験した日本海軍は安全対策を施したために太平洋戦争中に台風による軍用艦艇の喪失は一度も起きなかった。実際、第7次多号作戦で損傷して本土へ帰還途中の駆逐艦「竹」が同台風に遭遇したが無事生還している。
修理を終えた米艦隊は次作戦支援のため1944年12月30日にウルシーを出撃した。だがその前の12月24日から26日にかけて日本海軍はミンドロ島夜襲（礼号作戦）を行い、この時期としては少ない損害で作戦を成功させている。上述の通り、この時フィリピン沖に米機動部隊はいなかったのである。なおこの礼号作戦に参加した艦艇のうち「杉」「樫」「榧」の3隻は礼号作戦に先立つ17日にもミンドロ島への奇襲のために出撃しているが、コブラ台風による大時化を理由の一つとして奇襲を中止していた。